# TES-3
TES-3 (ros. Транспортабельная Электростанция) – radziecka przenośna elektrownia jądrowa.

Elektrownię zmontowano i uruchomiono w Obnińsku w 1961 r. Umieszczona była na czterech pojazdach gąsienicowych lub w jednym wagonie kolejowym. Jej zadaniem było dostarczanie energii elektrycznej tam, gdzie budowa stałego zakładu energetycznego była nieuzasadniona lub niemożliwa. TES-3, wyposażona w reaktor jądrowy typu PWR, mogła dostarczać energię elektryczną o mocy 1,5 MW(e) przez 250 dób bez potrzeby wymiany paliwa jądrowego.

Elektrownia działała do roku 1966.

Na bazie doświadczeń TES-3 zbudowano kolejny obiekt tego typu - ARBUS.